# 30 marzo
Il 30 marzo è l'89º giorno del calendario gregoriano (il 90º negli anni bisestili). Mancano 276 giorni alla fine dell'anno.

## Eventi
- 1282 - Hanno inizio i Vespri siciliani, che si concluderanno il 22 maggio
- 1814 – Guerre napoleoniche: le forze della Sesta coalizione entrano a Parigi
- 1815 – Guerra austro-napoletana: con il Proclama di Rimini, il re di Napoli Gioacchino Murat esorta gli italiani all'unità nazionale, sancendo l'inizio formale del Risorgimento
- 1822 – Negli Stati Uniti nasce il territorio della Florida
- 1842 – L'anestesia attraverso l'uso dell'etere viene usata per la prima volta in un'operazione chirurgica dal dottor Crawford Long
- 1855 – Stati Uniti d'America: coloni di confine invadono dal Missouri il Kansas chiedendo leggi a favore della schiavitù
- 1856 – La guerra di Crimea ha termine con la firma del Trattato di Parigi
- 1858 – Hyman Lipman brevetta un tipo di matita dotata al suo fondo di una gommina per cancellare
- 1863 – Il principe Wilhelm Georg di Sleeswÿk-Holstein-Sonderburg-Glück viene scelto come re Giorgio I di Grecia
- 1867 – L'Alaska viene venduta dalla Russia agli Stati Uniti per 7,2 milioni di dollari dell'epoca
- 1870 – Il Texas viene riammesso nell'Unione
- 1876 – Trieste si dota di un servizio di trasporto pubblico
- 1912 – La Francia stabilisce un protettorato sul Marocco
- 1939 - L'aereo da guerra Heinkel He 100 raggiunge la velocità record di 745 km/h
- 1940 – Seconda guerra sino-giapponese: il Giappone dichiara Nanchino capitale del nuovo governo cinese formalmente controllato da Wang Jingwei
- 1945 – Seconda guerra mondiale: forze dell'Unione Sovietica entrano in Austria e iniziano l'offensiva per la conquista di Vienna
- 1954 – Apre la prima linea di metropolitana in Canada a Toronto.
- 1965 – In Vietnam, un'autobomba esplode davanti all'ambasciata degli USA a Saigon, uccidendo 22 persone e ferendone 183
- 1967 – I Beatles posano nel servizio fotografico per la copertina del loro successivo album Sgt. Pepper's Lonely Hearts Club Band, scattata da Michael Cooper in un set allestito dalla coppia di artisti Peter Blake e Jann Haworth[1]
- 1972 – Guerra del Vietnam: inizia l'Offensiva di Pasqua dopo che le forze nord-vietnamite varcano la zona smilitarizzata del Vietnam del Sud
- 1979 – Airey Neave, politico britannico, perde la vita in un attentato organizzato dalla Irish National Liberation Army
- 1979 - Rivoluzione iraniana un referendum chiede agli iraniani se vogliono diventare una repubblica islamica: vinse il SI col 98,2% dei voti. Il giornalista Max Fisher, sul New York Times, scrisse che fu di fatto un voto sulla rivoluzione, non sul sistema da adottare: molti pensavano che Khomeini si sarebbe ritirato presto nella città santa di Qom, lasciando la gestione della politica post-rivoluzionaria ad altri gruppi meno fanatici ed estremisti. Ma gli esiti infausti di tale scelta perdurano fino a oggi.
- 1981 – Il presidente statunitense Ronald Reagan è ferito in un attentato nei pressi di un albergo di Washington per mano dello squilibrato John Hinckley Jr.
- 1985 – Poggio San Lorenzo (Rieti): viene arrestato in una villa Pippo Calò, mafioso siciliano, detto Il Cassiere di Cosa nostra
- 1987 – Il dipinto Girasoli di Vincent van Gogh viene venduto per circa 40 milioni di dollari
- 2004 – Il Parlamento italiano istituisce il Giorno del ricordo, in memoria delle vittime delle foibe e dell'esodo degli istriani, fiumani e dalmati
- 2006 – Marcos Pontes è il primo astronauta brasiliano a raggiungere lo spazio

## Nati
Ci sono circa 1 130 voci su persone nate il 30 marzo; vedi la pagina Nati il 30 marzo per un elenco descrittivo o la categoria Nati il 30 marzo per un indice alfabetico.

## Morti
Ci sono circa 530 voci su persone morte il 30 marzo; vedi la pagina Morti il 30 marzo per un elenco descrittivo o la categoria Morti il 30 marzo per un indice alfabetico.

## Feste e ricorrenze

### Civili
- Giornata mondiale del disturbo bipolare

### Religiose
Cristianesimo:
- Santi Marie-Nicolas-Antoine Daveluy, Pietro Aumaître, Martino Huin, Giuseppe Chang Chu-gi, Tommaso Son Cha-son e Luca Hwang, martiri
- San Clino (o Clinio), abate
- San Donnino, martire in Macedonia
- San Giovanni Climaco, abate
- San Giovanni Gbec'i, eremita
- San Julio Alvarez Mendoza, presbitero e martire
- San Leonardo Murialdo, sacerdote
- San Ludovico da Casoria, francescano
- Santi Martiri di Costantinopoli
- Sant'Osburga di Coventry, badessa
- San Pietro Regalado, francescano
- San Regolo di Senlis, vescovo
- San Secondo di Asti, martire
- San Verono di Lembeek
- San Zosimo di Siracusa, vescovo
- Beato Amedeo IX di Savoia, duca, terziario francescano
- Beato Damiano, eremita camaldolese e cardinale
- Beato Dodone di Haske, premostratense
- Beato Gioacchino da Fiore, monaco
- Beato Gregorio Ascissio, mercedario
- Beato Martino de Salvitierra, mercedario